# Mundo Imperfecto
Mundo Imperfecto es el sexto álbum de estudio de la banda de rock argentina La 25, producido por Nelson Pombal y la misma banda. Continúa con el concepto y la temática del disco anterior: un mundo cambiante invadido por la tecnología. Entre el año 2008 y 2009 se produce el alejamiento del baterista de la banda (Noly) y del bajista "Ponch", quien había sido uno de los fundadores y principal cocompositor en muchas de las canciones de la banda. Su primer corte radial se llama "La Rockera".

## Lista de canciones
| N.º   | Título                                               | Duración |  |
| 1.    | «Desertando» (Mauricio Lescano)                      | 3:19     |  |
| 2.    | «Sólo Esta Noche» (Mauricio Lescano)                 | 3:41     |  |
| 3.    | «Primavera Light» (Mauricio Lescano)                 | 3:47     |  |
| 4.    | «Nadie» (Mauricio Lescano)                           | 3:31     |  |
| 5.    | «Dejar de Ser» (Mauricio Lescano)                    | 3:28     |  |
| 6.    | «Perdiéndome» (Mauricio Lescano)                     | 3:19     |  |
| 7.    | «Suelas Embarradas» (Mauricio Lescano)               | 2:47     |  |
| 8.    | «Rock and Roll Hasta el Amanecer» (Mauricio Lescano) | 2:46     |  |
| 9.    | «El Antro» (Mauricio Lescano)                        | 4:25     |  |
| 10.   | «La Rockera» (Mauricio Lescano)                      | 3:34     |  |
| 11.   | «Antifaz» (Mauricio Lescano)                         | 4:10     |  |
| 12.   | «Andrajoso» (Mauricio Lescano)                       | 4:07     |  |
| 43:07 |                                                      |          |  |

## Músicos
- Mauricio "Junior" Lescano: voz y guitarras
- Marcos Lescano: guitarras y coros
- Hugo Rodríguez: guitarras y coros
- Diego Reinholz: Bajo y coros
- Marcio Gaete: Batería